# Józef Grzegorzek

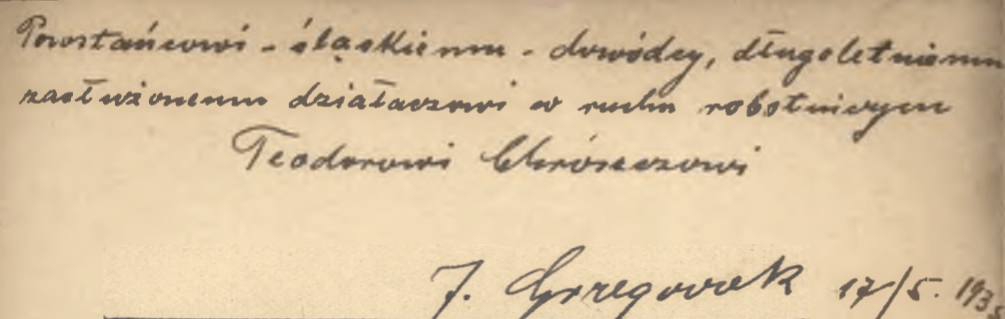
Dedykacja Józefa Grzegorzka z książki jego autorstwa o I powstaniu śląskim, wydanej w 1935

Józef Grzegorzek (ur. 5 marca 1885 w Marklowicach Dolnych, zm. 16 kwietnia 1961 w Katowicach) – polski działacz narodowy, przywódca peowiacki, uczestnik akcji plebiscytowej i III powstania śląskiego.

## Życiorys
Pochodził z rodziny robotniczej z Marklowic k. Wodzisławia Śląskiego. Był działaczem polskiej emigracji w Saksonii, Nadrenii i Westfalii, w której dostał pracę w kopalni pod ziemią. W latach 1903–1905 działał w stowarzyszeniu „Eleusis” w Gliwicach. Pracował jako księgowy w Banku Ludowym w Bytomiu. Od 1912 pełnił funkcję sekretarza generalnego Związku Śląskich Kół Śpiewaczych. W latach 1914–1918 służył w armii niemieckiej. W styczniu 1919 był organizatorem Polskiej Organizacji Wojskowej Górnego Śląska i został jej naczelnikiem oraz pierwszym przewodniczącym jej Komitetu Wykonawczego.
11 sierpnia 1919 wybrano go na komendanta głównego Polskiej Organizacji Wojskowej Górnego Śląska. 16 sierpnia 1919 ok. godz. 20.00, przed wybuchem I powstania śląskiego, został na dworcu kolejowym w Pawłowicach aresztowany przez Niemców, którzy uwięzili go w Twierdzy Kłodzkiej.
Ostatecznie wraz z 83 powstańcami śląskimi został skierowany do obozu jenieckiego w Świętoszowie (wówczas Neuhammer), gdzie więziono również jeńców rosyjskich z I wojny światowej. 25 września 1919 przeprowadził udaną ucieczkę razem z innymi osadzonymi powstańcami: Józefem Bułą, Franciszkiem Lazarem, Januszem Hagerem oraz Józefem Szafarczykiem. Uciekinierzy się rozdzielili. Grzegorzek, kierując się początkowo na Głogów, dotarł w końcu do linii demarkacyjnej pod Lesznem. Finalnie schronił się w wielkopolskich Pawłowicach, gdzie znajdował się posterunek Wojska Polskiego.
W 1920 był współzałożycielem Chrześcijańskiego Zjednoczenia Ludowego i został sekretarzem Wydziału Polityki Wewnętrznej Polskiego Komisariatu Plebiscytowego w Bytomiu. Brał udział w III powstaniu śląskim, w trakcie którego był członkiem Komitetu Wykonawczego Naczelnej Komendy Wojsk Powstańczych. W latach 1921–1922 pełnił funkcję sekretarza Naczelnej Rady Ludowej na Górnym Śląsku.
W okresie międzywojennym pracował w przedsiębiorstwach eksportu stali i był aktywnym członkiem Związku Powstańców Śląskich.
W czasie II wojny światowej Niemcy więzili go w obozie koncentracyjnym w Dachau. Po wojnie był zatrudniony na stanowiskach kierowniczych w przemyśle węglowym, z przerwą w latach 1946–1948, kiedy piastował urząd starosty w Tarnowskich Górach. Przeszedł na emeryturę w styczniu 1957.

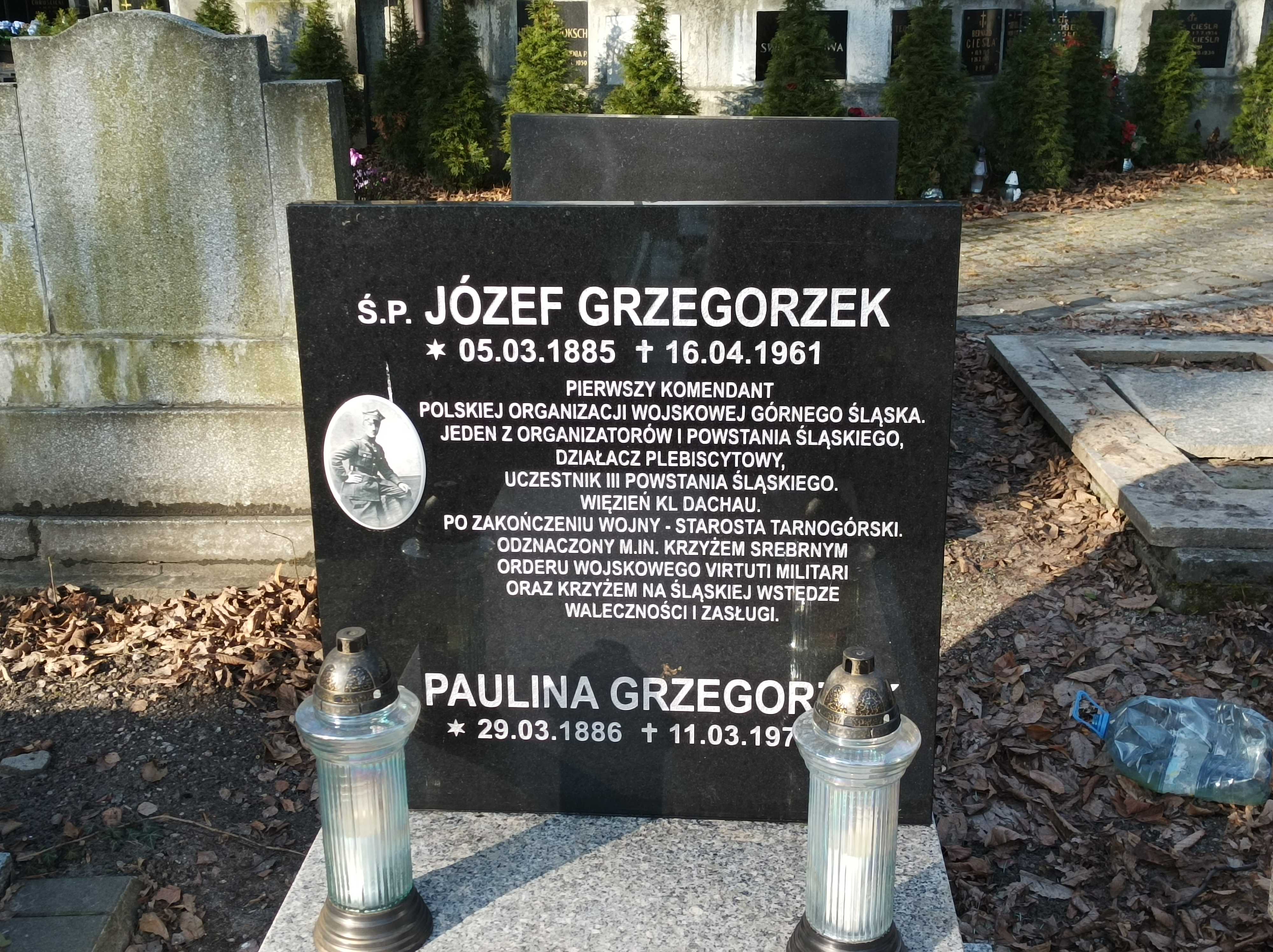
Grób Józefa Grzegorzka na cmentarzu przy ul. Francuskiej w Katowicach

## Ordery i odznaczenia
Za swą służbę otrzymał odznaczenia:
- Krzyż Srebrny Orderu Wojskowego Virtuti Militari (24 kwietnia 1946)[11]
- Krzyż Niepodległości z Mieczami (9 listopada 1931)[12]
- Krzyż Oficerski Orderu Odrodzenia Polski
- Srebrny Krzyż Zasługi (28 grudnia 1936)[13]
- Krzyż na Śląskiej Wstędze Waleczności i Zasługi
- Śląski Krzyż Powstańczy
- Gwiazda Górnośląska

## Działalność literacka
W 1935 ukazała się jego książka pt.: Pierwsze powstanie śląskie 1919 roku w zarysie .

## Upamiętnienie
Jego imię nosi jedna z ulic w Katowicach-Dąbrówce Małej oraz w Rudzie Śląskiej-Bykowinie.